# Argentina, 1985
Argentina, 1985 is een Argentijnse film uit 2022, geregisseerd door Santiago Mitre.

## Verhaal
De film is gebaseerd op het waargebeurde verhaal van de gebeurtenissen rondom de Berechting van de Junta, waarin de leiders van de militaire dictatuur van Argentinië (1976-1983) werden vervolgd. De film volgt een groep advocaten onder leiding van aanklagers Julio César Strassera en Luis Moreno Ocampo die het opnemen tegen degenen die verantwoordelijk zijn voor de meest bloedige dictatuur in de geschiedenis van Argentinië.

## Rolverdeling
| Acteur                    | Personage                   |
| ------------------------- | --------------------------- |
| Ricardo Darín             | Julio César Strassera       |
| Peter Lanzani             | Luis Moreno Ocampo          |
| Alejandra Flechner        | Silvia Strassera            |
| Claudio Da Passano        | Carlos "Somi" Somigliana    |
| Santiago Armas Estevarena | Javier Strassera            |
| Gina Mastronicola         | Verónica Strassera          |
| Norman Briski             | "Ruso"                      |
| Héctor Díaz               | Basile                      |
| Carlos Portaluppi         | León Carlos Arslanián       |
| Laura Paredes             | Adriana Calvo               |
| Guillermo Jacubowicz      | Ormigga                     |
| Susana Pampín             | Magda                       |
| Alejo García Pintos       | Rechter                     |
| Manuel Caponi             | Lucas Palacios              |
| Almudena González         | Judith König                |
| Marcelo Pozzi             | Jorge Rafael Videla         |
| Jorge Gregorio            | Orlando Ramón Agosti        |
| Joselo Bella              | Emilio Eduardo Massera      |
| Sergio Sanchez            | Jorge Isaac Anaya           |
| Marcelo López             | Basilio Lami Dozo           |
| Carlos Ihler              | Leopoldo Fortunato Galtieri |
| Héctor Balcone            | Roberto Eduardo Viola       |

## Release
De film ging in première op 3 september 2022 op het filmfestival van Venetië, waar de film meedeed aan de internationale competitie om de Gouden Leeuw.

## Ontvangst

### Recensies
Op Rotten Tomatoes geeft 98% van de 54 recensenten de film een positieve recensie, met een gemiddelde score van 7,9/10. Website Metacritic komt tot een score van 78/100, gebaseerd op 11 recensies, wat staat voor "generally favorable reviews" (over het algemeen gunstige recensies).
De Volkskrant gaf vier uit vijf sterren en schreef: "Het geweldig geacteerde Argentina, 1985 is boeiend, sfeervol en vaak subtiel. Af en toe verruilt Mitre de ingetogen toon voor een groter, Hollywood-achtig gebaar, en dat mag best: er staat veel op het spel voor Strassera en zijn land. Het slotpleidooi van de aanklager is misschien wat dik aangezet, maar ook een voltreffer in de strijd tegen fascisme."

### Prijzen en nominaties
De film werd door Argentinië geselecteerd als inzending voor beste internationale film voor de 95ste Oscaruitreiking. Op 21 december 2022 werd bekendgemaakt dat de film de shortlist had behaald. Op 24 januari werd bekendgemaakt dat de film was genomineerd.
Onderstaand is een selectie weergegeven van nominaties en filmprijzen:
| Jaar | Evenement                            | Categorie                    | Genomineerde    | Resultaat   |
| ---- | ------------------------------------ | ---------------------------- | --------------- | ----------- |
| 2022 | Venetië (79ste editie)               | Gouden Leeuw                 | Argentina, 1985 | Genomineerd |
| 2022 | Venetië (79ste editie)               | FIPRESCI-prijs               | Argentina, 1985 | Gewonnen    |
| 2023 | Golden Globe (80ste editie)          | Beste niet-Engelstalige film | Argentina, 1985 | Gewonnen    |
| 2023 | Critics' Choice Award (28ste editie) | Beste niet-Engelstalige film | Argentina, 1985 | Genomineerd |
| 2023 | Goya (37ste editie)                  | Beste Ibero-Amerikaanse film | Argentina, 1985 | Gewonnen    |
| 2023 | BAFTA Awards (76ste editie)          | Beste niet-Engelstalige film | Argentina, 1985 | Genomineerd |
| 2023 | Satellite Awards (27ste editie)      | Beste niet-Engelstalige film | Argentina, 1985 | Gewonnen    |
| 2023 | Academy Awards (95ste editie)        | Beste internationale film    | Argentina, 1985 | Genomineerd |